# Gymnodoris pattani
Gymnodoris pattani is een slakkensoort uit de familie van de Polyceridae. De wetenschappelijke naam van de soort is voor het eerst geldig gepubliceerd in 1996 door Swennen.